# Ljustjärnen (Glava socken, Värmland)
Ljustjärnen är en sjö i Arvika kommun i Värmland och ingår i Göta älvs huvudavrinningsområde. Sjöns area är 0,039 kvadratkilometer och den befinner sig 239 meter över havet.